# Womack & Womack
Womack & Womack was een soul- en rhythm-and-blues-duo uit de Verenigde Staten, dat werd gevormd door het echtpaar Cecil Womack (1947-2013) en Linda Cooke (1953). Ze werden vooral bekend van hun nummer 1-hit Teardrops uit 1988.

## Loopbaan
Womack en Cooke kenden elkaar al vanaf 1960 en trouwden in 1979, nadat Womack een paar jaar eerder gescheiden was van zangeres Mary Wells. Linda Cooke is de dochter van soulzanger Sam Cooke. Haar moeder Barbara Campbell was van 1965 tot 1970 getrouwd met Bobby Womack, een broer van Cecil. 
Samen begonnen ze het duo Womack & Womack. Oorspronkelijk legde het duo zich toe op het schrijven van liedjes voor onder anderen Aretha Franklin, later traden ze ook op als duo.
In 1984 scoorde Womack & Womack een eerste hit met Love Wars. Hun grootste commerciële succes behalen ze in 1988, wanneer een remix van het nummer Teardrops uitkomt. Dit nummer haalt in Nederland de eerste plaats van de Nationale Hitparade. In Duitsland staat de single op de 2e en in het Verenigd Koninkrijk de 3e plaats. Ook andere singles van het album Conscience worden grote hits. Na dit succes scoren Womack & Womack begin jaren 90 nog een kleine hit. Vanaf 1993 noemde het duo zichzelf The House of Zekkariyas en werd opgetreden met de zeven kinderen van Womack en Cooke.
Cecil Womack overleed in 2013 in Johannesburg.
De hit Teardrops kwam in 2013 opnieuw binnen in de NPO Radio 2 Top 2000.

## Discografie

### Albums
| Album met eventuele hitnotering(en) in de Nederlandse Album Top 100 | Datum van verschijnen | Datum van binnenkomst | Hoogste positie | Aantal weken | Opmerkingen |
| ------------------------------------------------------------------- | --------------------- | --------------------- | --------------- | ------------ | ----------- |
| Love wars                                                           | 1984                  | 23-06-1984            | 46              | 3            |             |
| Radio M.U.S.C. Man                                                  | 1985                  |                       |                 |              |             |
| Starbright                                                          | 1986                  |                       |                 |              |             |
| Conscience                                                          | 1988                  | 24-09-1988            | 2               | 33           |             |
| Family spirit                                                       | 1991                  | 30-03-1991            | 42              | 6            |             |
| Transformation to the House of Zekkariyas                           | 1993                  |                       |                 |              |             |

### Singles
| Single met eventuele hitnotering(en) in de Nederlandse Top 40 | Datum van verschijnen | Datum van binnenkomst | Hoogste positie | Aantal weken | Opmerkingen                   |
| ------------------------------------------------------------- | --------------------- | --------------------- | --------------- | ------------ | ----------------------------- |
| Love wars                                                     | 1984                  | 09-06-1984            | 26              | 5            |                               |
| Teardrops                                                     | 1988                  | 24-09-1988            | 1(6wk)          | 14           | Bestverkochte single van 1988 |
| Life's just a ballgame                                        | 1988                  | 26-11-1988            | 7               | 9            | Alarmschijf                   |
| Celebrate the world                                           | 1989                  | 11-03-1989            | 23              | 5            |                               |
| Uptown                                                        | 1991                  | 23-03-1991            | 23              | 5            |                               |

### NPO Radio 2 Top 2000
| Nummer met noteringen in de NPO Radio 2 Top 2000 | '99 | '00  | '01  | '02  | '03  | '04  | '05  | '06  | '07  | '08  | '09  | '10  | '11-'12 | '13  | '14  | '15  | '16  | '17  | '18  | '19  | '20  | '21  | '22  | '23  | '24  |
| ------------------------------------------------ | --- | ---- | ---- | ---- | ---- | ---- | ---- | ---- | ---- | ---- | ---- | ---- | ------- | ---- | ---- | ---- | ---- | ---- | ---- | ---- | ---- | ---- | ---- | ---- | ---- |
| Teardrops                                        | 946 | 1192 | 1503 | 1456 | 1226 | 1374 | 1638 | 1837 | 1552 | 1543 | 1790 | 1558 | -       | 1839 | 1727 | 1822 | 1822 | 1888 | 2000 | 1876 | 1855 | 1582 | 1874 | 1975 | 1965 |

1. ↑  Een '-' betekent dat het nummer niet was genoteerd en een vetgedrukt getal geeft de hoogste notering aan.